# 수체스카 (영화)
수체스카(Sutjeska)는 미국에서 제작된 Stipe Delić 감독의 1973년 드라마, 전쟁 영화이다. 리차드 버튼 등이 주연으로 출연하였다.

## 출연

### 주연
- 리차드 버튼
- 이렌느 파파스